# Provinciale Statenverkiezingen 1939
De Provinciale Statenverkiezingen 1939 waren Nederlandse verkiezingen die op 19 april 1939 werden gehouden voor de leden van Provinciale Staten in de elf provincies.

## Aanloop
Om stemgerechtigd te zijn diende men de Nederlandse nationaliteit te hebben, op de dag van de stemming ten minste 23 jaar oud te zijn en op de dag van de kandidaatstelling te wonen in de provincie waarvoor de verkiezing plaatsvond. Nederlanders die in het buitenland woonden en niet ingeschreven stonden in een Nederlandse gemeente hadden geen stemrecht bij deze verkiezingen.

## Uitslagen

### Opkomst
|                   | 1935      | 1935      | 1939      | 1939  |
| # stemmen         | %         | # stemmen | %         |       |
| ----------------- | --------- | --------- | --------- | ----- |
| Kiesgerechtigden  | 4.237.271 |           | 4.637.645 |       |
| Niet opgekomen    | 291.470   | 6,88      | 316.824   | 6,83  |
| Opkomst           | 3.945.801 | 93,12     | 4.320.821 | 93,17 |
| Ongeldige stemmen | 84.991    | 2,15      | 86.198    | 1,99  |
| Blanco stemmen    | 150.470   | 3,81      | 105.149   | 2,43  |
| Geldige stemmen   | 3.710.340 | 94,04     | 4.129.474 | 95,58 |

### Landelijk overzicht
| Partij                                       | 1935 | 1939 | verschil |
| -------------------------------------------- | ---- | ---- | -------- |
| Roomsch-Katholieke Staatspartij              | 175  | 186  | +11      |
| Sociaal-Democratische Arbeiderspartij        | 126  | 124  | -2       |
| Anti-Revolutionaire Partij                   | 75   | 82   | +7       |
| Christelijk-Historische Unie                 | 61   | 63   | +2       |
| Vrijzinnig Democratische Bond                | 28   | 39   | +11      |
| Liberale Staatspartij                        | 33   | 34   | +1       |
| Nationaal-Socialistische Beweging            | 44   | 21   | -23      |
| Communistische Partij van Nederland          | 12   | 12   | 0        |
| Christelijk-Democratische Unie               | 10   | 12   | +2       |
| Staatkundig Gereformeerde Partij             | 13   | 10   | -3       |
| Revolutionair-Socialistische Arbeiderspartij | 4    | 2    | -2       |
| VDB/LSP                                      | -    | 1    | +1       |
| Hervormd-Gereformeerde Staatspartij          | 1    | 0    | -1       |
| Katholiek Democratische Partij               | 5    | -    | -5       |
| provinciale partijen                         | 3    | 4    | +1       |
| totaal                                       | 590  | 590  | 0        |

### Uitslagen per provincie naar partij
| Provincie     | Aantal zetels per partij | Aantal zetels per partij | Aantal zetels per partij | Aantal zetels per partij | Aantal zetels per partij | Aantal zetels per partij | Aantal zetels per partij | Aantal zetels per partij | Aantal zetels per partij | Aantal zetels per partij | Aantal zetels per partij | Aantal zetels per partij | Aantal zetels per partij |
| Provincie     | RKSP                     | SDAP                     | ARP                      | CHU                      | VDB                      | LSP                      | NSB                      | CPN                      | CDU                      | SGP                      | RSAP                     | overige                  | totaal                   |
| ------------- | ------------------------ | ------------------------ | ------------------------ | ------------------------ | ------------------------ | ------------------------ | ------------------------ | ------------------------ | ------------------------ | ------------------------ | ------------------------ | ------------------------ | ------------------------ |
| Groningen     | 2                        | 13                       | 10                       | 3                        | 4                        | 3                        | 2                        | 2                        | 5                        | -                        | 0                        | 1                        | 45                       |
| Friesland     | 3                        | 10                       | 12                       | 9                        | 8                        | 2                        | 0                        | 1                        | 3                        | 0                        | 0                        | 2                        | 50                       |
| Drenthe       | 1                        | 9                        | 7                        | 5                        | 4                        | 5                        | 3                        | 0                        | 1                        | -                        | 0                        | -                        | 35                       |
| Overijssel    | 13                       | 10                       | 6                        | 7                        | 3                        | 2                        | 2                        | 1                        | 2                        | 1                        | 0                        | -                        | 47                       |
| Gelderland    | 20                       | 12                       | 8                        | 11                       | 3                        | 4                        | 2                        | 0                        | 0                        | 1                        | 0                        | 1                        | 62                       |
| Utrecht       | 12                       | 10                       | 8                        | 5                        | 2                        | 2                        | 1                        | 0                        | 0                        | 1                        | 0                        | -                        | 41                       |
| Noord-Holland | 18                       | 22                       | 8                        | 5                        | 7                        | 5                        | 4                        | 6                        | 1                        | 0                        | 1                        | 0                        | 77                       |
| Zuid-Holland  | 16                       | 24                       | 14                       | 8                        | 5                        | 6                        | 3                        | 2                        | 0                        | 3                        | 1                        | 0                        | 82                       |
| Zeeland       | 8                        | 6                        | 7                        | 8                        | 3                        | 5                        | 1                        | -                        | -                        | 4                        | -                        | 0                        | 42                       |
| Noord-Brabant | 53                       | 5                        | 2                        | 2                        | 1                        | 1                        | 1                        | -                        | -                        | 0                        | -                        | 0                        | 64                       |
| Limburg       | 40                       | 3                        | 0                        | 0                        | 0                        | 0                        | 2                        | -                        | -                        | -                        | -                        | 0                        | 45                       |
| totaal        | 186                      | 124                      | 82                       | 63                       | 39                       | 34                       | 21                       | 12                       | 12                       | 10                       | 2                        | 4                        | 590                      |
| totaal        | 186                      | 124                      | 82                       | 63                       | 1                        |                          | 21                       | 12                       | 12                       | 10                       | 2                        | 4                        | 590                      |

Een "-" in de tabel betekent dat de betreffende partij bij de verkiezingen van 1939 in de betrokken provincie geen kandidatenlijst heeft ingediend.

## Eerste Kamerverkiezingen
Vanwege het uitbreken van de Tweede Wereldoorlog hebben de bij deze verkiezingen gekozen leden van Provinciale Staten geen gelegenheid gehad deel te nemen aan verkiezingen voor de Eerste Kamer.
1910 · 
1913 · 
1916 · 
1919 · 
1923 · 
1927 · 
1931 · 
1935 · 
1939 · 
1946 · 
1950 · 
1954 · 
1958 · 
1962 · 
1966 · 
1970 · 
1974 · 
1978 · 
1982 · 
1985 · 
1987 · 
1991 · 
1995 · 
1999 · 
2003 · 
2007 · 
2011 · 
2015 · 
2019 · 
2023